# Etničke grupe San Marina
Etničke grupe San Marina, UN Country Population (2007);	31.000	stanovnika (3 naroda)
- Britanci 50 (50.582.000 u 206 zemalja)
- Sanmarinci, 2.700	(jedna zemlja)
- Talijani 28.000, (35.356.000 u 63 zemlje)

## Vanjske poveznice
- San Marino